# الساركوما المرتبطة باللقاح
الساركوما المرتبطة باللقاح، نوع من الأورام الخبيثة الموجودة في القطط (وغالبًا الكلاب والقوارض) والتي ارتبط حدوثها مع لقاحات معينة. أصبحت مصدر قلق للأطباء البيطريين وأصحاب القطط على حد سواء وقد أدى إلى تغييرات في بروتوكولات اللقاحات الموصى بها. ارتبطت هذه الأورام بشكل شائع بلقاحات داء الكلب وفيروس ابيضاض الدم لدى القطط، ولكن تورطت لقاحات وأدوية أخرى.

## التاريخ
اكتُشفت لأول مرة في كلية الطب البيطري بجامعة بنسلفانيا عام 1991. رُبط بين حدوث الساركوما الليفية شديدة العدوانية وموقع حقن اللقاح النموذجي (بين لوحي الكتف). هناك عاملان محتملان لزيادة معدل الحدوث هما إدخال لقاحات داء الكلب وفيروس ابيضاض الدم لدى القطط في عام 1985 والتي تحتوي على مادة الألمنيوم المساعدة، وقانون عام 1987 الذي يطالب بالتحصين ضد داء الكلب في القطط في ولاية بنسلفانيا. في عام 1993، وُجدت علاقة سببية ما بين الساركوما وإعطاء لقاحات داء الكلب ومادة الألمنيوم، وفي عام 1996 شُكّلت فرق عمل لمعالجة المشكلة.

## علم الأمراض
يعتبر الالتهاب الجلدي بعد التطعيم أحد عوامل الخطر، ووجد أن اللقاحات التي تحتوي على الألومنيوم تنتج المزيد من الالتهابات. بالإضافة إلى ذلك، يمكن للخصائص الجينية الفردية أن تساهم أيضًا في حدوث هذه الأورام في موقع الحقن. يتراوح معدل الحدوث بين 1 من 1000 إلى 1 من كل 10000. الساركوما الليفية هي أكثر الأنواع شيوعًا. تشمل الأنواع الأخرى الساركوما العضلية المخططة، الساركوما المخاطية، الساركوما الغضروفية، ورم المنسجات الليفي الخبيث، والساركوما غير المتمايزة.

## التشخيص
يظهر الورم بشكل كتلة ثابتة سريعة النمو داخل الجلد أو تحته. غالبًا ما تكون الكتلة كبيرة جدًا عند اكتشافها لأول مرة ويمكن أن تصبح متقرحة. غالبًا ما تحتوي على تجاويف مملوءة بالسوائل، ربما بسبب نموها السريع. يكون التشخيص من خلال إجراء خزعة. ستظهر الخزعة وجود ساركوما، لكن المعلومات مثل الموقع ووجود التهاب أو نخر ستزيد من الاشتباه في وجود خباثة. من الممكن أن تصاب القطط بشكل ورم حبيبي بعد التطعيم، لذلك من المهم التفريق بين الاثنين قبل إجراء الجراحة الجذرية. استطبابات الخزعة الموجهة: إذا كان النمو موجودًا بعد ثلاثة أشهر من الجراحة، أو إذا كان النمو أكبر من سنتيمترين، أو إذا ازداد النمو بعد شهر واحد من التطعيم.
تُجرى الأشعة السينية قبل الجراحة لأن حالة واحدة من كل خمس حالات من الساركوما تتطور إلى ورم خبيث، يكون الانتقال عادة إلى الرئتين وبشكل أقل إلى الغدد الليمفاوية أو الجلد.

## العلاج
يكون العلاج جراحيًا وبمجرد تشخيص الورم، يجب إزالته مع ترك هوامش أمان عريضة جدًا لضمان الإزالة الكاملة. قد يشمل العلاج أيضًا العلاج الكيمياوي أو الشعاعي. أهم عامل لتحديد الإنذار هو العلاج الجراحي الأولي. عُثر على شكل متحور من (بّي 53)، وهو جين مثبط للورم، بشكل شائع في الساركوما وهو دليل على سوء الإنذار.

## التدابير الوقائية
وُضعت بروتوكولات لقاح جديدة من قبل الرابطة الأمريكية حدّت من نوع وتكرار التطعيمات التي تُعطى للقطط. على وجه التحديد، يجب إعطاء لقاح فيروس ابيضاض الدم فقط للقطط الصغيرة والمعرضة للخطورة. يجب إعطاء لقاحات التهاب الأنف والحنجرة، بعد السنة الأولى ثم كل ثلاث سنوات.